# 巴尔迪塞罗托里内塞
巴尔迪塞罗托里内塞（意大利语：Baldissero Torinese），是意大利皮埃蒙特大区都灵省的一个市镇。人口3825(2010年12月31日)。